# Ernst-Ehrlicher-Park

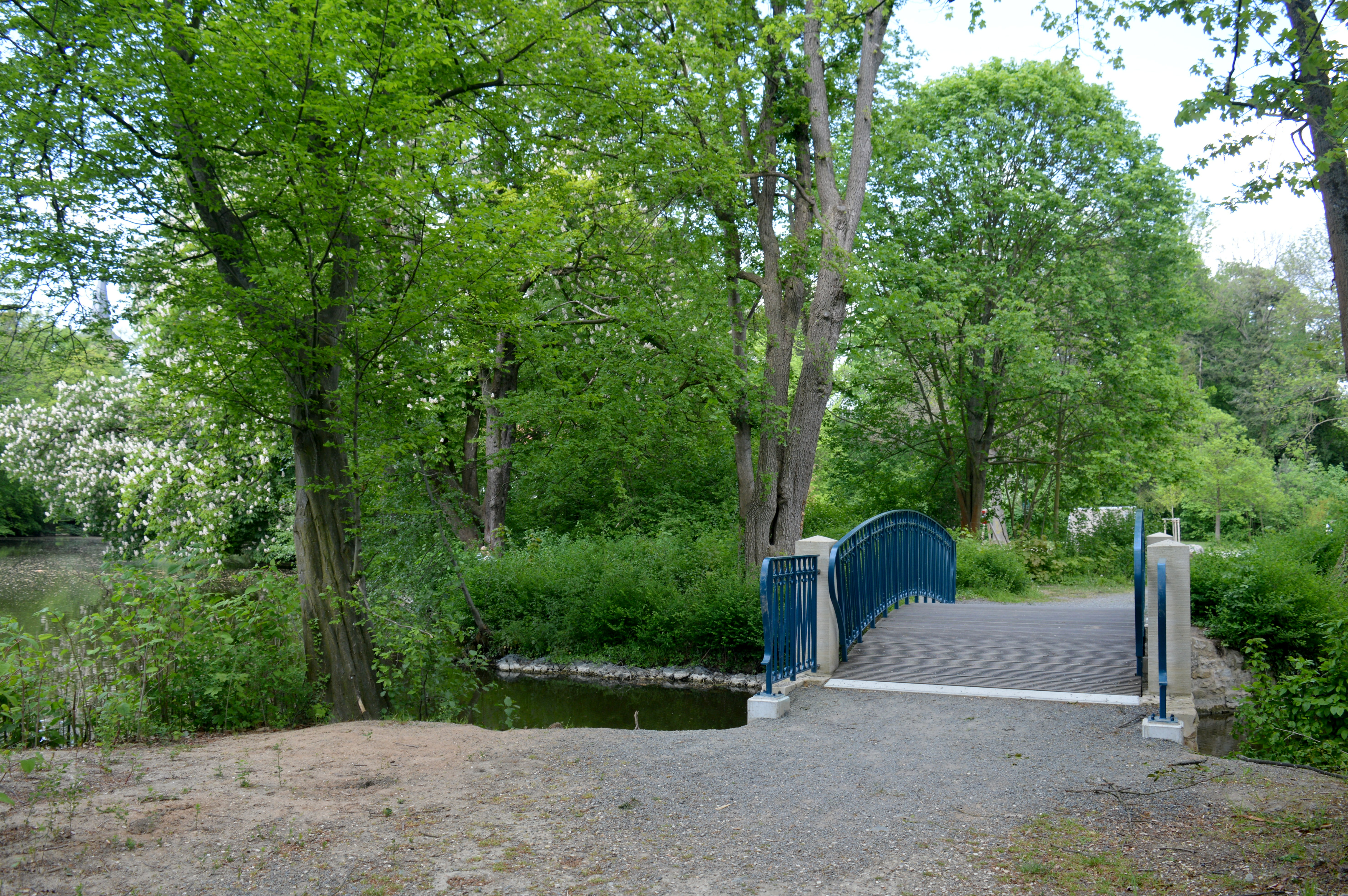
Ernst-Ehrlicher-Park

Der Ernst-Ehrlicher-Park (kurz: Ehrlicherpark) ist ein Park in Hildesheim. Er ist nach dem langjährigen Oberbürgermeister Hildesheims Ernst Ehrlicher (1872–1951) benannt.

## Lage und Größe
Der Park mit einer Größe von 4,8 ha liegt außerhalb der ehemaligen Stadtbefestigung südlich der Basilika St. Godehard und schließt direkt an die Wallanlagen an, die er mit dem weiter südlich auf der anderen Seite der Innerste liegenden Erholungsgebiet um das Freibad Johanniswiese und den Hohnsensee verbindet. Im Osten schließt sich das Weinbergsviertel mit seiner aufgelockerten Bebauung an, in dem in direkter Nachbarschaft des Parkes seit 2012 auf dem ehemaligen Gelände des Städtischen Krankenhauses ein Neubauviertel entsteht.
Die nördliche Grenze des Ernst-Ehrlicher-Parks bildet der Dyesgraben, ein Teil der mittelalterlichen Befestigungsanlagen Hildesheims. Im Westen und Süden wird er durch den Mühlengraben, einen Nebenarm der Innerste, und im Osten durch den steilen Hang des Innerstetales an der Straße Weinberg begrenzt.

## Geschichte
Die Geschichte des Parks beginnt als Klostergarten des Godehardiklosters, der am 11. März 1146 erstmals urkundlich erwähnt wird. Die Mönche legten hier drei Teiche zur Fischzucht an und bauten am Hang zur heutigen Straße Weinberg sogar Wein an. Bei der Anlage der Stadtbefestigung wurde 1461 der nördliche Teich gemeinsam von der Alt- und der Neustadt Hildesheim zum Stadtgraben vor dem neuen Wall erweitert.
Nach der Säkularisation ging das Gelände an die Stadt über und wurde 1803 dem Hildesheimer Kaufmann und Bankier Gerhard Gottfried Dyes in Erbpacht überlassen, dessen Witwe das Grundstück 1843 kaufte. Um die Mitte des 19. Jahrhunderts, vermutlich bereits vor dem Kauf des Geländes, ließ die Familie Dyes an einem der Teiche das ehemalige Gärtnerhaus errichten, ein zweistöckiges Fachwerkhaus, das Ende des 20. Jahrhunderts zeitweise von einem gastronomischen Betrieb genutzt wurde. 1881 folgte der Bau einer Villa oberhalb des Parkes an der Straße Weinberg durch den Architekten und Stadtbaumeister Gustav Schwartz. Um 1885 wurde der Garten der Villa Dyes im Stil eines Englischen Landschaftsgartens umgestaltet. Hierbei diente möglicherweise der Bürgerpark in Bremen als Vorbild, da der Besitzer der Villa, der österreichische Generalkonsul Gottfried Ludwig Dyes (ein Enkel von Gerhard Gottfried Dyes), vorher lange in Bremen gelebt hatte.
1917 wurde der Garten der Villa Dyes von der Stadt Hildesheim als Stadtpark übernommen, doch erst ab dem 29. Juni 1929 war er der Öffentlichkeit als „Dyes-Park“ zugänglich. Seinen heutigen Namen erhielt der Park 1938, als der damalige Oberbürgermeister Hildesheims Ernst Ehrlicher in Ruhestand ging. Den Zweiten Weltkrieg überstand der Ernst-Ehrlicher-Park ohne größere Schäden.
Heute ist das ursprüngliche Konzept eines Englischen Landschaftsgartens im Ernst-Ehrlicher-Park noch erkennbar. Er wird durch große Rasenflächen, alten Baumbestand, kleine Brücken und die miteinander verbundenen Teiche geprägt und ist ein beliebtes Ziel vieler Spaziergänger.
2008 kam es im Ehrlicherpark wie in anderen städtischen Grünanlagen zu tiefgreifenden Baumfällungen, die unter der Bevölkerung Empörung auslösten und die Stadtverwaltung dem Verdacht aussetzten, mit dem Holz Geld verdienen zu wollen.

## Flora und Fauna
Im Park kommt die seltene geschützte Kahlrückige Waldameise vor. Einige ihrer auffallend großen Nester sieht man in der Nähe des Dyesgrabens in wärme- und lichtbegünstigten Bereichen. Auch eine seltene Schmarotzerpflanze ist im Ernst-Ehrlicher-Park vertreten, die im März und April rosa blühende Schuppenwurz (Lathraea squamaria). An den Teichen im Park kann man manchmal den farbenprächtigen, jedoch seltenen Eisvogel (Alcedo atthis) beobachten, auch ein Waldkauz zeigt sich regelmäßig. Im Park und den angrenzenden Wallanlagen sind mehrere Fledermausarten heimisch, etwa der Große Abendsegler, die Wasserfledermaus und die Fransen- und Zwergfledermaus. Zum Schutz der Fledermäuse und baumbrütender Vögel wurden 2016 im Entwicklungskonzept des Parkes 30 „Habitatbäume“ ausgewiesen, die trotz eines teilweise schlechten Erhaltungszustandes so weit wie möglich erhalten werden sollen.

## Kunst im Park
Der Architekten- und Ingenieurverein Hildesheim und der Kunstverein Hildesheim veranstalteten 2005 einen Wettbewerb, der die Suche nach künstlerischen Möglichkeiten der Weiterentwicklung des Ehrlicherparks zum Ziel hatte. Der erste Preis ging an den hannoverschen Künstler Frank Schulze und sein Konzept eines „Ernst-Ehrlicher-Instituts“ als weltweit erstem Institut für „experimentelle Parknutzungsforschung“. Das „Institut“ nahm 2006 seine Arbeit auf führte bis Januar 2007 neun künstlerische Experimente und Interventionen im Park durch, die von einer Webcam übertragen und auf einer Webseite dokumentiert wurden.
Als „Ort der Begegnung für alle“ wurde 2006 durch das Frauen-Labyrinth-Projekt das Rosenlabyrinth mit einem Durchmesser von 23 m und einer Weglänge von insgesamt 600 m angelegt.

## Galerie

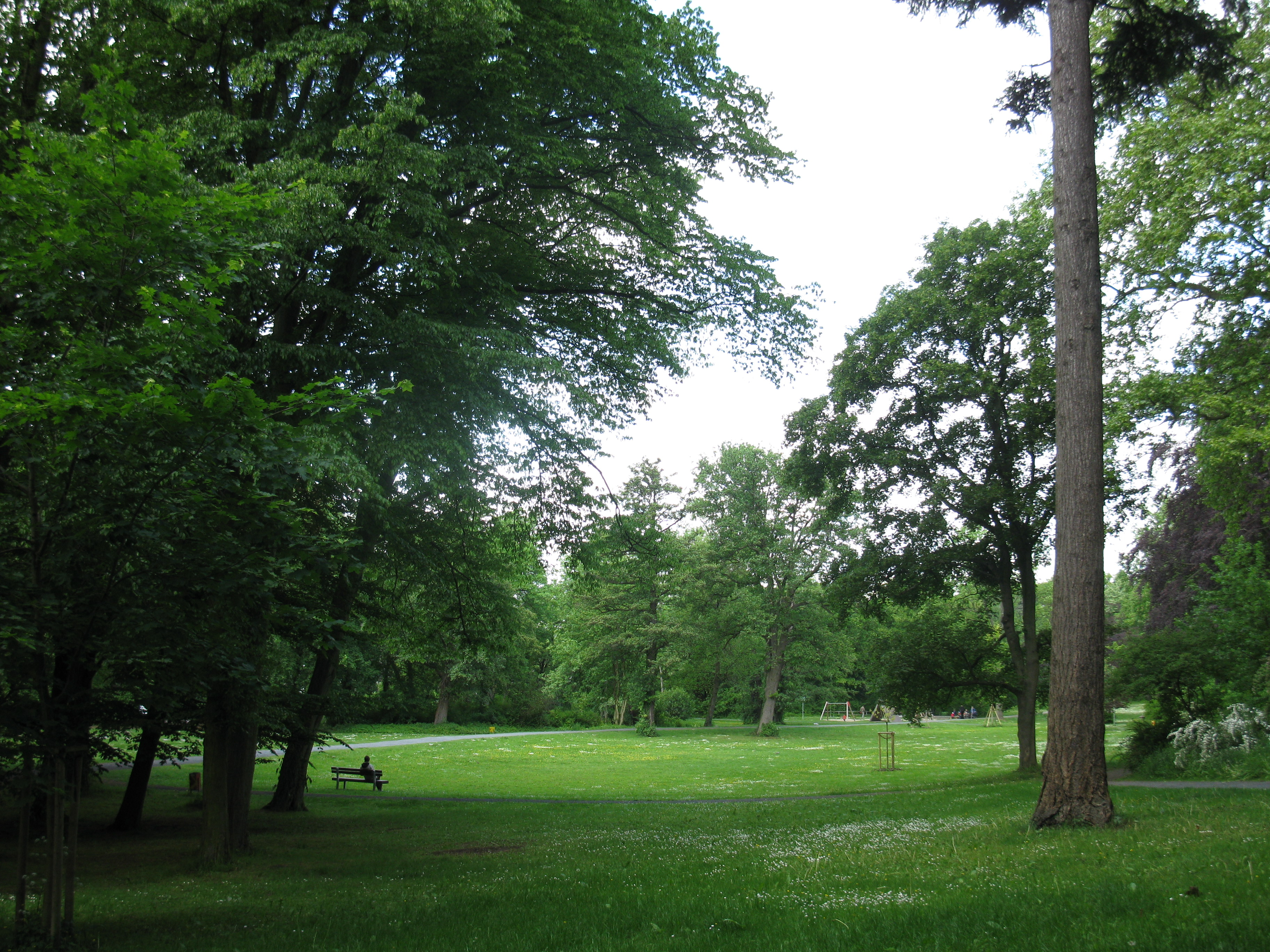
Englischer Landschaftsgarten
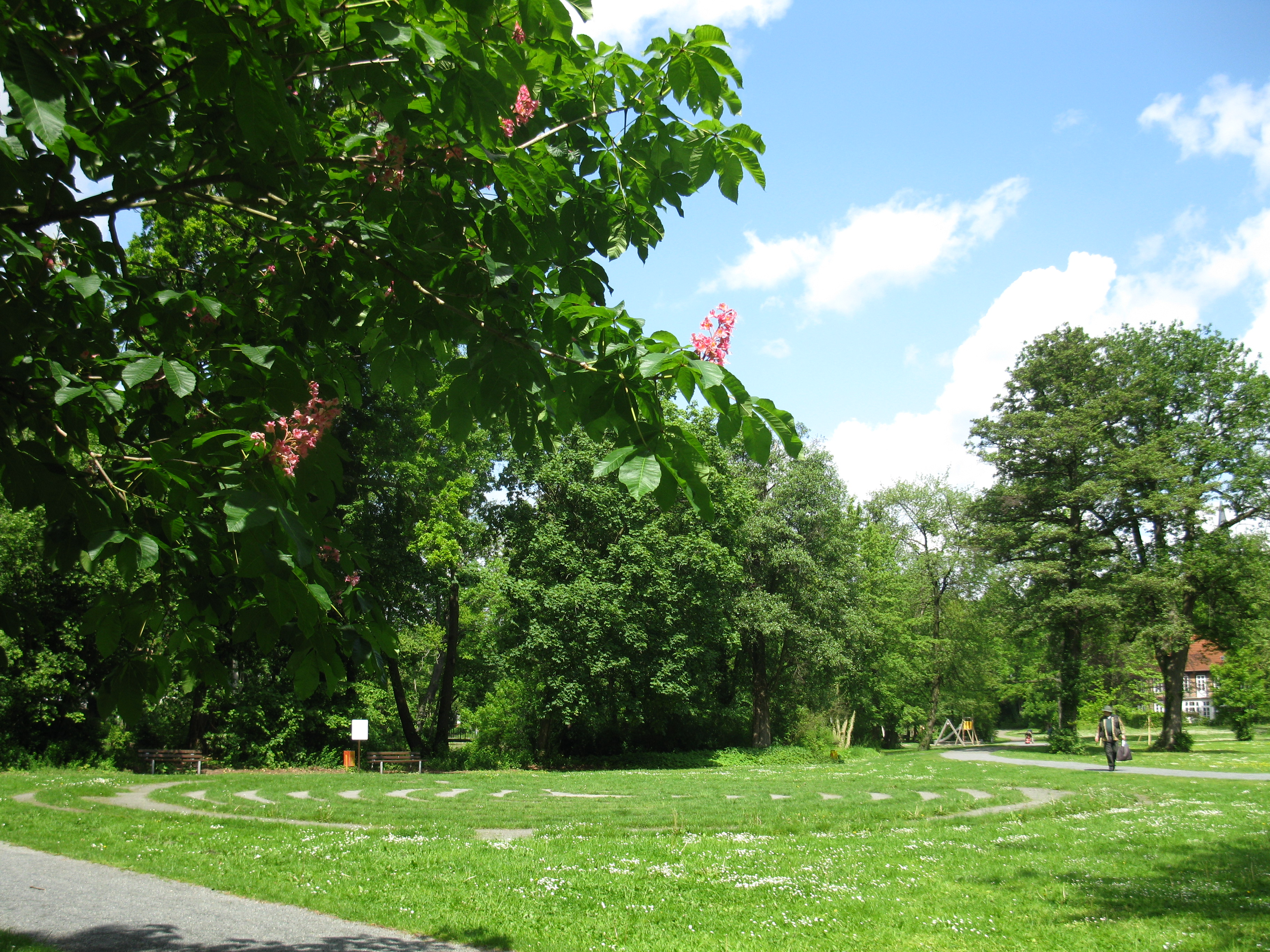
Rosenlabyrinth
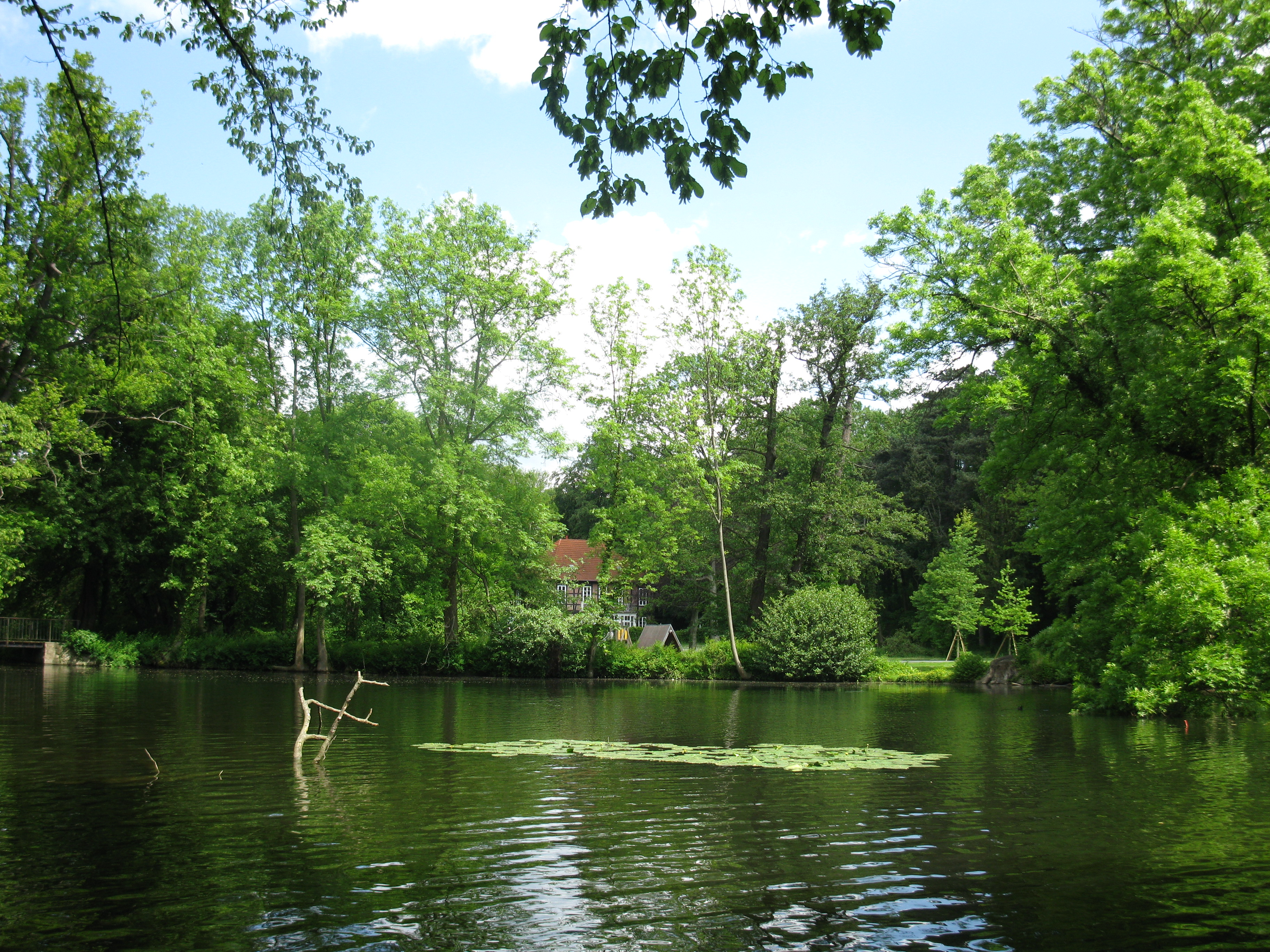
Blick zum Gärtnerhaus
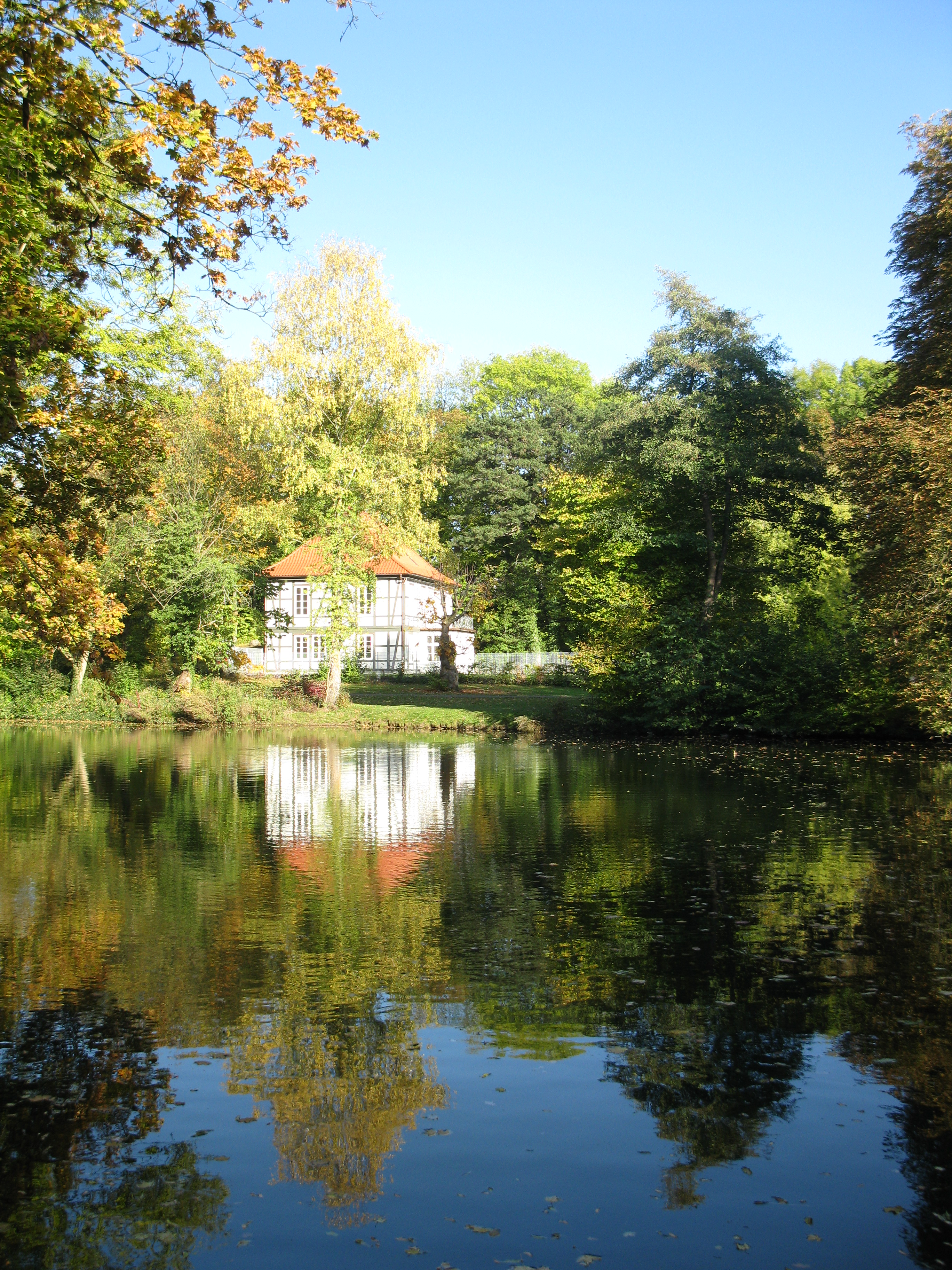
Blick auf den See